# Ormetjärnen (Ärtemarks socken, Dalsland)
Ormetjärnen är en sjö i Bengtsfors kommun i Dalsland och ingår i Göta älvs huvudavrinningsområde.